# Afrixalus
Afrixalus — рід земноводних родини Жаби-стрибунці ряду Безхвості. Має 31 вид.

## Опис
Загальна довжина представників цього роду коливається від 3 до 7 см. Від представників близького роду очеретянок, зовні дуже схожих, відрізняє вертикальна ромбічна зіниця. Тіло струнке, витягнуте. На спині у деяких видів розвинені невеликі горбки, завдяки яким шкіра стає шорсткою на дотик. Задні лапи довгі з розвиненими дисками-присосками на кінцях усіх пальців. Між пальцями натягнута перетинка, краще розвинена на передніх кінцівках, ніж на задніх.
Забарвлення дуже різноманітне, часто включає смуги, плями або цяточки різної форми і кольору.

## Спосіб життя
Полюбляють савани з високими чагарниками і деревами, рідколісся, дощові ліси. Ведуть деревний спосіб життя.
Це яйцекладні амфібії. Розмноження завжди пов'язане з водою. Більшість видів відкладають ікру на листя рослин над водоймами. Кладка приклеюється на поверхню листа липкою слизом, який жаби виділяють разом з яйцями. У деяких видів кладки виявлені під водою, однак це можливо є наслідком різкого підйому води, а не специфіки розмноження.

## Розповсюдження
Мешкають південніші пустелі Сахара (Африка).

## Види
- Afrixalus aureus Pickersgill, 1984
- Afrixalus clarkei Largen, 1974
- Afrixalus crotalus Pickersgill, 1984
- Afrixalus delicatus Pickersgill, 1984
- Afrixalus dorsalis (Peters, 1875)
- Afrixalus dorsimaculatus (Ahl, 1930)
- Afrixalus enseticola Largen, 1974
- Afrixalus equatorialis (Laurent, 1941)
- Afrixalus fornasini (Bianconi, 1849)
- Afrixalus fulvovittatus (Cope, 1861)
- Afrixalus knysnae (Loveridge, 1954)
- Afrixalus lacteus Perret, 1976
- Afrixalus laevis (Ahl, 1930)
- Afrixalus leucostictus Laurent, 1950
- Afrixalus lindholmi (Andersson, 1907)
- Afrixalus morerei Dubois, 1986
- Afrixalus nigeriensis Schiøtz, 1963
- Afrixalus orophilus (Laurent, 1947)
- Afrixalus osorioi (Ferreira, 1906)
- Afrixalus paradorsalis Perret, 1960
- Afrixalus quadrivittatus (Werner, 1908)
- Afrixalus schneideri (Boettger, 1889)
- Afrixalus spinifrons (Cope, 1862)
- Afrixalus stuhlmanni (Pfeffer, 1893)
- Afrixalus uluguruensis (Barbour & Loveridge, 1928)
- Afrixalus upembae (Laurent, 1941)
- Afrixalus vibekensis Schiøtz, 1967
- Afrixalus vittiger (Peters, 1876)
- Afrixalus weidholzi (Mertens, 1938)
- Afrixalus wittei (Laurent, 1941)